# 大溪永昌宮
24°54′16″N 121°15′54″E / 24.904427°N 121.264945°E
大溪永昌宮，舊稱永昌祠，俗稱南興廟，是位於臺灣桃園市大溪區南興里的神農廟，為客家族群所建。

## 沿革

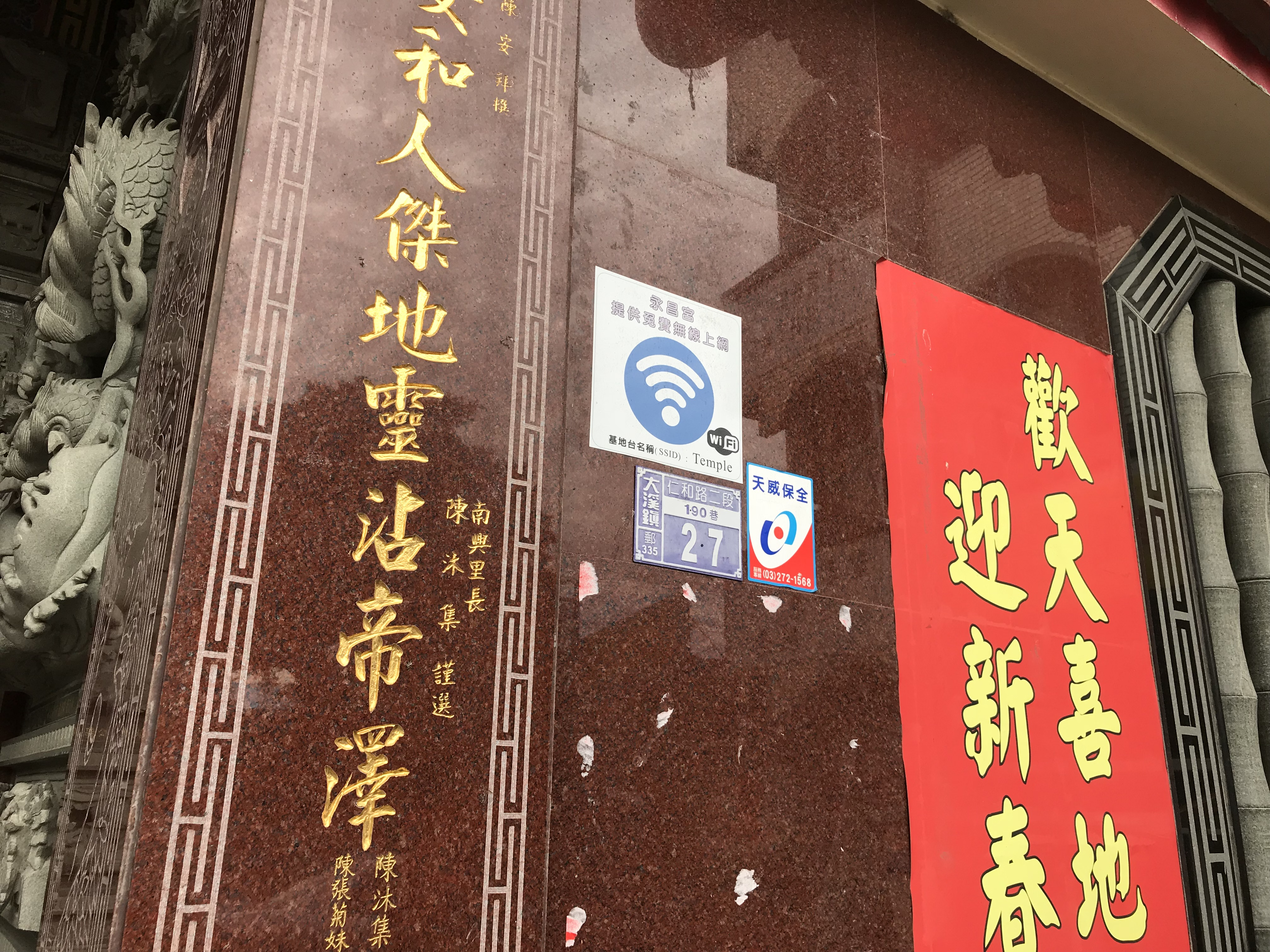
門牌為仁和路二段190巷27號。

約乾隆七年（1742年）間，客家人在南興西尾地方山坡上，建立神農廟，初名「永昌祠」。地方俗稱「南興廟」。
道光七年（1827年）年廟宇遭焚。其主神的神農大帝神像與香爐，安祀於龍潭龍元宮，之後永昌宮重建時只迎回香爐。戰後地址曾是南興里11鄰廣福9號。2003年底，永昌宮整修完成，花費新台幣2400多萬。

## 神像

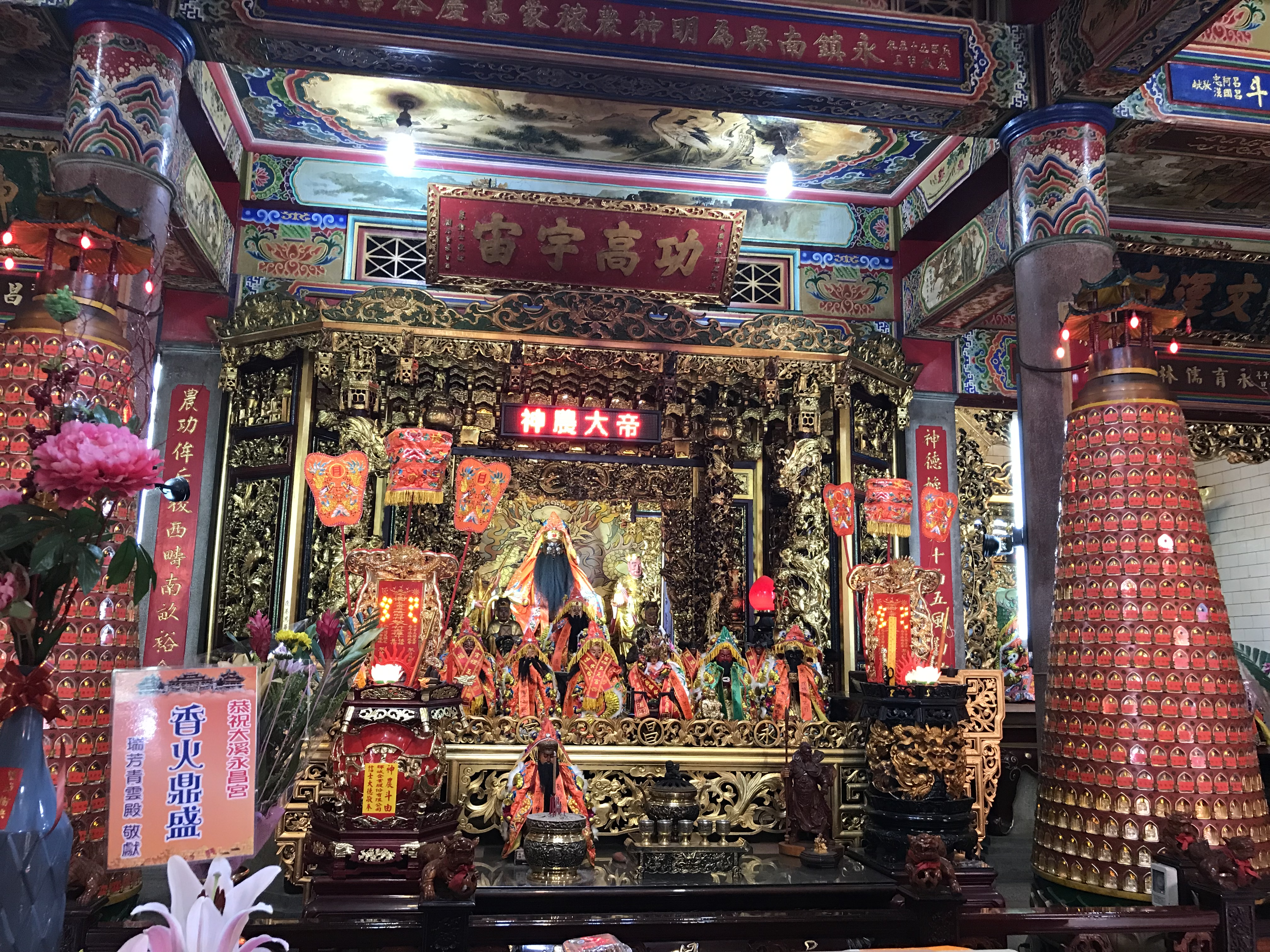
神像

戰後時期初，永昌宮為配合大溪地區信仰，與鄰近寺廟信眾相約排定農曆正月十六日慶讚開漳聖王誕辰，反倒在農曆四月二十六神農大帝聖誕卻無大型慶讚活動。廟方採六年輪值一次，如2013年是南興西尾地區、公號「永隆興」的善信宰殺神豬。
當地傳言永昌宮廟方拜錯了主神，將開漳聖王當成神農大帝，造成不少地主變賣田地，晚景淒涼。2005年5月18日，信徒李先宗表示十餘年前，他就發現廟方主神神像其實是開漳聖王，反而一尊陪祀神像才是神農大帝。他說當初日本政府為消滅台灣文化，要求廟方廢神，當時信徒將主神藏起來，日後卻失蹤，才被換成現在的開漳聖王。有信眾認為神農大帝有文、武之分，武的就是手持稻穗，文的則不持稻穀，在北臺灣相當罕見，絕對沒有供奉錯的情形。相傳永昌宮留給龍元宮的神農大帝像也是衣冠束帶、文質彬彬的長官派頭。至於同樣祭祀神農的平鎮建安宮、新屋長祥宮，其兩廟祝吳成鎮、范揚海都認為永昌宮的主神神像並非神農大帝。
對此，永昌宮主委江承源回應，他剛接主委不久，由寺廟年代久遠，主神是否供奉錯誤並不了解，會盡速向地方耆老請示後再行處置。他說，事實上神像外觀長得什麼樣子，都是傳說中得來，最重要是「心在神就在」。2012年，廟方召開管理委員會時，委員們決議要重雕一尊高達四尺二寸、手持稻穗的神農大帝作鎮殿神像，而原本並非手持稻穗的神像則挪前，並預定次年農曆四月六日舉行安座，然後四月廿六神農誕辰日當天擴大慶祝，並進行神豬比賽，不過有信眾希望依然在正月十六。後來報導廟方輪值日已變為四月廿六，排在大溪廟宇神豬比賽日期的最後。
到了2018年，廟方會於神農大帝聖誕日舉行繞境活動，包括桃園市長鄭文燦、議員李柏坊、議員楊朝偉、市府民政局長湯蕙禎、農業局長郭承泉、大溪區長黃睿松、永昌宮主委徐福全均出席遶境活動。報導並講永昌宮的一大特色是神農大帝神像著官服，和一般神農大帝像不同。

## 輪祀
此廟會與八德元聖宮、霄裡玉元宮、八德三元宮輪祀圳頭三官廟的三界爐。南興為客家聚落，和八德霄裡、龍潭九座寮皆屬霄裡大圳灌溉區。當地人為管理農水權問題，便以圳頭三官廟作集合商議調解的場所，因而桃園的三官信仰自始即與水圳管理、聚落合作有關。
圳頭三官廟焚毀後，乾隆三十七年（1772年）發生歲荒欠收，遂有人提議用這廟剩下的三界爐來供奉三官大帝，嗣後果具神靈，於是這些廟宇便輪流移爐供奉。